# Amfiteatre de les Tres Gàl·lies
L'amfiteatre de les Tres Gàl·lies de Lugdúnum (Lió, França) és un dels elements del Santuari Federal de les Tres Gàl·lies dedicat al culte de Roma i d'August, celebrat per les seixanta nacions gal·les reunides a Lugdúnum. Els vestigis de l'amfiteatre han sigut classificats com a monuments històrics a França al 28 de novembre del 1961.
Construït sota el regnat de Tiberi, té capacitat d'acollir-hi 20 000 espectadors. Fou edificat a sobre de l'esplanada del santuari federal, que acollia el Consell de les Gàl·lies. El monument fou reconstruït i readaptat sota el regnat d'Hadrià.